# Google Earth
Google Earth – program komputerowy, którego producentem jest amerykańska firma Keyhole Inc. kupiona w 2004 roku przez Google. Umożliwia wyświetlanie na trójwymiarowym modelu kuli ziemskiej zdjęć satelitarnych, lotniczych, panoram zrobionych z poziomu ulicy oraz różnego rodzaju informacji geograficznych i turystycznych. Najbardziej rozbudowaną funkcjonalność posiada Google Earth Pro w wersji na PC. Przed 2017 rokiem był dostępny do pobrania także w wersji podstawowej oferującej nieco mniej funkcji niż wersja Pro.
Od 10 maja 2007 program jest dostępny w polskiej wersji językowej.

## Obrazowanie
Zdjęcia z Google Earth są wyświetlane na cyfrowej kuli ziemskiej, która wyświetla powierzchnię planety za pomocą jednego złożonego obrazu z dużej odległości. Po dostatecznym powiększeniu obrazy są przekształcane w inne obrazy tego samego obszaru z drobniejszymi szczegółami, które różnią się datą i czasem od jednego obszaru do drugiego. Obrazy są pobierane z satelitów lub samolotów. Przed uruchomieniem NASA i satelity Landsat 8, Google polegał częściowo na obrazach z Landsat 7, które posiadały usterkę sprzętową, która pozostawiła przekątne luki w obrazach. W 2013 r. Google wykorzystał eksplorację danych (ang. data mining) w celu rozwiązania problemu, dostarczając tego, co zostało opisane jako następca The Blue Marble, z jednym dużym obrazem całej planety. Osiągnięto to poprzez połączenie wielu zestawów zdjęć pobranych z Landsat 7 w celu wyeliminowania chmur i przekątnych luk, tworząc pojedynczy „mozaikowy” obraz. Google korzysta teraz z Landsat 8, aby dostarczać zdjęcia o wyższej jakości i z większą częstotliwością.
Rozdzielczość obrazu wynosi od 15 metrów do 15 centymetrów. Na dużej części Ziemi Google Earth wykorzystuje dane z modelu elewacji gromadzone przez NASA Shuttle Radar Topography Mission. To stwarza wrażenie trójwymiarowego terenu, nawet jeśli obraz jest tylko dwuwymiarowy.
Każdy obraz utworzony z Google Earth przy użyciu danych satelitarnych dostarczonych przez Google Earth jest mapą chronioną prawem autorskim. Wszelkie pochodne z Google Earth są tworzone z danych chronionych prawami autorskimi, które zgodnie z prawem autorskim Stanów Zjednoczonych nie mogą być używane, z wyjątkiem licencji udzielonych przez Google. Google zezwala na niekomercyjne, osobiste wykorzystanie zdjęć (np. Na osobistej stronie internetowej lub blogu) pod warunkiem zachowania praw autorskich i atrybutów. Natomiast obrazy utworzone za pomocą oprogramowania globalnego NASA World Wind używają Blue Marble, Landsat lub obrazowania USGS, z których każdy znajduje się w domenie publicznej.
W wersji 5.0 Google przedstawił archiwalne obrazowanie, pozwalając użytkownikom na oglądanie starszych zdjęć. Kliknięcie ikony zegara na pasku narzędzi powoduje otwarcie suwaka czasu, który określa czas dostępnych zdjęć z przeszłości. Ta funkcja pozwala na obserwację zmian obszaru w czasie.

## Widok ulicy
Pokrycie pełne
     Pokrycie częściowe
     Pokrycie planowane (oficjalnie)
     Pokrycie planowane (nieoficjalnie)
     Tylko wybrane siedziby firm lub atrakcje turystyczne
     Tylko wybrane siedziby firm
     Brak pokrycia

Zasięg widoku ulic w poszczególnych krajach świata:
Pokrycie pełne
Pokrycie częściowe
Pokrycie planowane (oficjalnie)
Pokrycie planowane (nieoficjalnie)
Tylko wybrane siedziby firm lub atrakcje turystyczne
Tylko wybrane siedziby firm
Brak pokrycia

15 kwietnia 2008 r. w wersji 4.3, Google w pełni zintegrował swój produkt Street View z programem Google Earth. Street View wyświetla 360-stopniowe zdjęcia ulic wybranych miast i ich otoczenia. Zdjęcia zostały zrobione kamerami zamontowanymi na samochodach i można je oglądać w różnych skalach oraz pod wieloma kątami, a także kierować nimi za pomocą nałożonych na nie ikon strzałek. Po dodaniu Street View do Map Google 25 maja 2007 r. uwzględniono pięć miast. Teraz są dostępne tysiące miast na całym świecie.

## Przestrzeń kosmiczna
Google Earth może być używane jako program do przeglądania przestrzeni kosmicznej, w tym powierzchni różnych obiektów w Układzie Słonecznym. Google ma programy i funkcje zawarte w Google Earth, umożliwiające eksplorację Marsa, księżyca i oglądania nieba z Ziemi.

### Google Mars
Google Mars to aplikacja zawarta w Google Earth, która jest wersją programu do obrazowania powierzchni Marsa. Google Mars jest również dostępne w wersji na przeglądarkę, lecz mapy w Google Earth mają o wiele wyższą rozdzielczość i obejmują teren 3D oraz dane wysokości. Istnieją również obrazy o bardzo wysokiej rozdzielczości z kamery HiRISE Mars Reconnaissance Orbiter, które mają rozdzielczość podobną do tych z obrazów miast na Ziemi. Istnieje wiele panoramicznych zdjęć o wysokiej rozdzielczości wykonanych przez marsjańskie łaziki, takie jak Spirit, czy Opportunity z misji Mars Exploration Rover, które można oglądać w podobny sposób jak zdjęcia w Google Street View.

## Funkcje
Google Earth posiada m.in. funkcje:
- nawigacja 3D (dowolna zmiana położenia, wysokości i kąta widzenia),
- wyszukiwanie miejscowości i planowanie tras,
- wyświetlanie zdjęć z zasobów Google Maps,
- współpraca z odbiornikami GPS,
- baza hoteli, centrów rozrywkowych, restauracji, stacji benzynowych itp. (tylko w USA i częściowo w innych większych krajach),
- wyświetlanie granic administracyjnych i tras komunikacyjnych: dróg o różnej klasie w wielu krajach świata – szczególnie w zachodniej Europie oraz w USA, a także linii kolejowych,
- wyświetlanie nazw miejscowości, obiektów geograficznych,
- pomiar odległości między zaznaczonymi dwoma lub więcej punktami,
- wbudowana przeglądarka internetowa,
- możliwość dodawania danych w formacie KML,
- widok ulicy – panoramy zrobione z poziomu ulicy (większości krajów Europy, obu Ameryk, Azji i Australii oraz częściowo Afryki)
- wyświetlanie modeli budynków w 3D,
- symulator lotu,
- kosmos, Mars i Księżyc,
- oceany,
- wyświetlanie zdjęć historycznych,
- obrazowanie oświetlenia słonecznego ziemi w zależności od godziny i daty,
- wyświetlanie informacji z licznych zewnętrznych baz danych.

W odróżnieniu do Google Maps program nie posiada mapy drogowej.

## Inne aplikacje Google Earth

### Aplikacja przeglądarkowa
W 2017 roku udostępniono aplikację internetową Google Earth, oferującą w przeglądarce część funkcji znanych z programu na PC.

#### Funkcje
Aplikacja internetowa Google Earth posiada m.in. funkcje:
- wyszukiwanie miejsc i obiektów geograficznych,
- nawigacja 3D (dowolna zmiana położenia, wysokości i kąta widzenia),
- wyświetlanie miast w 3D (tam gdzie zdjęcia są dostępne),
- warstwy zawierające informacje pogodowe i klimatyczne,
- wyświetlanie opisów i ciekawostek na temat wybranych obiektów,
- wyświetlanie losowego miejsca, lub obiektu (szczęśliwy traf),
- możliwość wyświetlania lokalnie danych w formacie KML,
- mierzenie odległości i powierzchni,

### Aplikacje mobilne
Dostępne są aplikacje na systemy mobilne: Android i iOS.